# Stefano Stefani

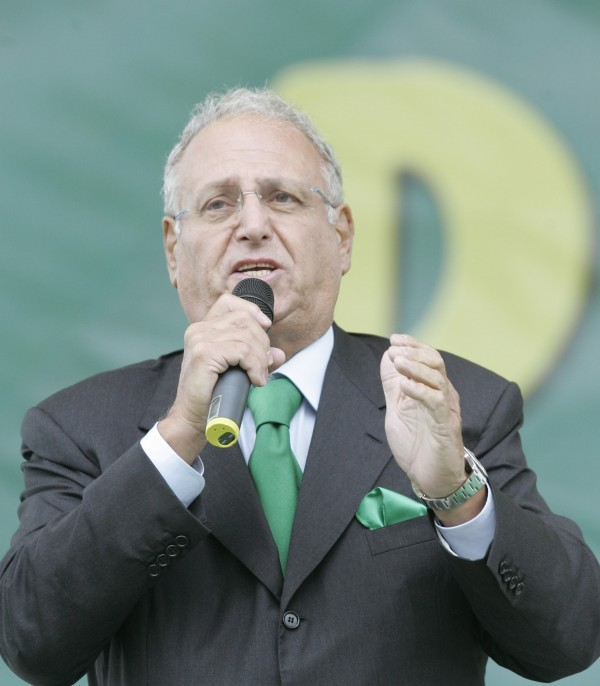
Stefano Stefani

Stefano Stefani (* 29. September 1938 in Vicenza; † 30. April 2024 in Costabissara) war ein italienischer Politiker der Lega Nord. Stefani erregte 2003 als italienischer Staatssekretär für Tourismus in Deutschland Aufsehen, als er in einem Interview der Parteizeitung der Lega Nord die Deutschen als „einförmige, blonde Supernationalisten“ beschrieb, die alljährlich „lärmend über unsere Strände herfallen“. Nachdem die Medien der Angelegenheit aufgrund des Sommerlochs erhöhte Aufmerksamkeit gewidmet hatten, sagte der damalige Bundeskanzler Gerhard Schröder seinen Italienurlaub ab. Stefani, der selbst 20 Jahre mit einer Deutschen verheiratet gewesen war, entschuldigte sich über die Bild-Zeitung und reichte seinen Rücktritt ein. Die Äußerungen Stefanis belasteten kurzzeitig die deutsch-italienischen Beziehungen.
2006 wurde Stefani, der von 1999 bis 2006 bereits der Abgeordnetenkammer angehört hatte, als Spitzenkandidat der Liste der Lega Nord für Venetien in den italienischen Senat gewählt. Von 2008 bis 2012 war er erneut Mitglied der Abgeordnetenkammer.
Stefani starb im April 2024 im Alter von 85 Jahren.